# چشالو

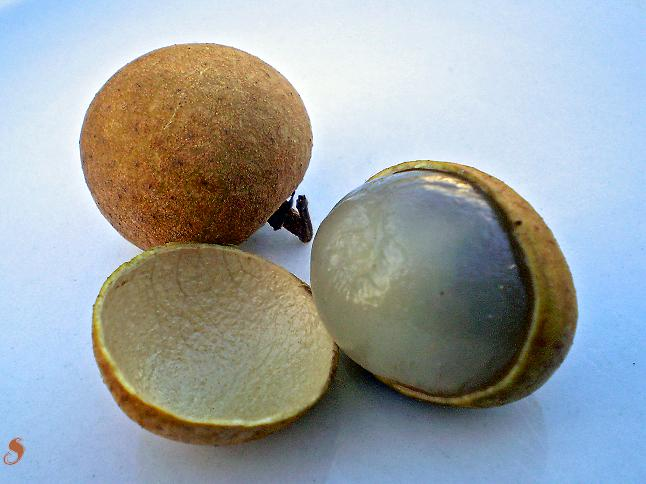

چشالو میوهٔ گیاهی با نام علمی چشالوی حقیقی (Dimocarpus longan)، از تیرهٔ ناترکیان (Sanidaceae) و راستهٔ ناترک‌سانان است که شفت و دارای آرایشی خوشه‌ای است؛ هستهٔ سیاه‌رنگ آن را گوشته‌ای شفاف احاطه کرده که به آن نمایی چشم‌مانند داده‌است؛ شکل این میوه کروی و به رنگ قهوه‌ای مایل به زرد یا قرمز و بومی هند و سریلانکاست. گیاهی همیشه سبز که ارتفاع آن ۶ تا ۷ متر می‌رسد و نسبت به سرما حساس است؛ معمولاً تا دمای ۴۵ درجه را تحمل می‌کند، ولی اگر دما به منفی ۲ درجه کاهش یابد باعث کاهش میوه‌دهی آن می‌شود. این گیاه خاک‌های شنی را ترجیح می‌دهد.